# Kolhapur (ciutat)
Kolhapur (marathi कोल्हापूर) és una ciutat i municipalitat al sud-oest de Maharashtra (Índia), capital del districte de Kolhapur. Està a la riba del riu Panchganga a 16° 42′ N, 74° 13′ E / 16.7°N,74.22°E. A la ciutat es troba el temple de Mahalakshmi.
Al cens de 2001 figura amb 493.167 habitants.

## Història
Inicialment la ciutat es deia Karavira i estava situada al nord de la moderna ciutat; en algun moment la capital es va canviar de lloc per causes desconegudes.
Kolhapur hauria agafat el seu nom del dimoni Kolhasur. Del 940 al 1212 fou capital de la dinastia Silahara, la tercera branca que abraçava la regió de Kolhapur i el nord-oest del districte de Belgaum. Una inscripció esmenta al rei Gonka i a la regió hi ha molts temples jainistes d'aquesta època. Vers el 1213 el territori va passar a la dinastia yadava de Devagiri. Al segle xv va patir els atacs dels bahmànides i al segle xvi va quedar en poder del sultanat de Bijapur, sorgit de la descomposició del sultanat bahmànida. El 1659 Sivaji va obtenir algunes fortaleses i el poder maratha al territori es va consolidar després de la mort d'Aurangzeb els primers anys del segle xviii.
El territori el tenia en feu Raja Kam, fill petit de Sivaji que va morir el 1700 i els seus descendents van fundar el principat maratha de Kolhapur en oposició al de Satara.
A la segona meitat del segle xix es va establir la municipalitat que va estar temporalment suspesa al final del segle per mala administració.

## Llocs interessants
- Temple de Mahalakshmi
- Bhavani Mandap
- Museu Shree Chhatrapati Shahu
- Palau Shalini
- Museu Chandrakant Mandare
- Palau Nou
- Museu de l'Ajuntament
- Motibag Talim
- Muntanyes Tembalai
- Universitat Shivaji
- Aeroport de Ujlaiwadi a 13 km